# Kupittaan monitoimihalli
Die Kupittaan monitoimihalli (Kupittaa Multifunktionshalle, offiziell Rajupaja-areena) ist eine Eissporthalle in der finnischen Stadt Turku. Die damalige Kupittaan jäähalli wurde 1973 eröffnet und bot ursprünglich 5.200 Zuschauern Platz. Nach einem umfangreichen Umbau 2006 fasst sie nur noch 3.000 Zuschauer und trägt seit 2022 den Sponsorennamen Rajupaja-areena.
Die Halle wird hauptsächlich für Eishockey genutzt und ist die Heimarena der Eishockeymannschaften von TuTo, TPS Naiset und TPS Akatemia. Bis 1990 teilte sich TuTo die Halle mit dem Team TPS Turku, das allerdings in das neue und größere Gatorade Center umzog.